# Termini Imerese
Termini Imerese é uma comuna italiana da região da Sicília, província de Palermo, com cerca de 26.290 habitantes. Estende-se por uma área de 77,57 km², tendo uma densidade populacional de 341 hab/km². Faz fronteira com Caccamo, Campofelice di Roccella, Cerda, Collesano, Sciara, Trabia.

## Demografia
| Variação demográfica do município entre 1861 e 2011                               |
|                                                                                   |
| Fonte: Istituto Nazionale di Statistica (ISTAT) - Elaboração gráfica da Wikipedia |